# Жоржоладзе, Давид Георгиевич
Давид Георгиевич Жоржоладзе (1893, Кутаисская губерния, Российская империя — не ранее 1951, село Лаше, Орджоникидзевский район, Грузинская ССР) — бригадир колхоза «Имеди» Орджоникидзевского района, Грузинская ССР. Герой Социалистического Труда (1950).

## Биография
Родился в 1893 году в селе Лаше Шорапанского уезда Кутаисской губернии. С раннего возраста трудился в сельском хозяйстве. Во время коллективизации вступил в колхоз «Имеди» Харагаульского района (с 1932 года — Орджоникидзевский район). В послевоенные годы — бригадир этого же колхоза.
В 1949 году бригада под его руководством собрала в среднем с каждого гектара по 85,5 центнеров винограда шампанских вин с площади 20 гектаров. Указом Президиума Верховного Совета СССР от 3 сентября 1950 года удостоен звания Героя Социалистического Труда за «получение высоких урожаев винограда в 1949 году» с вручением ордена Ленина и золотой медали «Серп и Молот» (№ 5667).
Этим же указом званием Героя Социалистического Труда были награждены председатель колхоза «Имеди» Орджоникидзевского района Варлам Самсонович Квирикашвили, звеньевые Владимир Иванович Гелашвили и Абесалом Еспитович Манджавидзе.
За выдающиеся трудовые достижения по итогам работы 1950 года был награждён вторым Орденом Ленина.
После выхода на пенсию проживал в родном селе Лаше Орджоникидзевского района. Дата смерти не установлена.
Награды
- Герой Социалистического Труда
- Орден Ленина — дважды (1950; 01.09.1951)